# Nicolás Crozat Sempere
Nicolás Crozat Sempere (Alcoy, 1830) fue un fotógrafo e inventor español.

## Biografía
Nicolás Crozat inventó junto a su hermano mayor Leandro una técnica fotográfica nueva, con el nombre de sistema Crozat, que supuso la principal aportación española a las técnicas fotográficas del siglo XIX.
El nuevo sistema se popularizó en España y en diversos países de Europa y América. Solicitaron la patente desde Sevilla el 10 de septiembre de 1862.
Vivió en Alcoy hasta 1856, hasta los 26 años, época en la que se marchó a Sevilla, ciudad en la que se estableció como fotógrafo. En ese mismo año, se marcharia a Sevilla su hermano Leandro, que estaba en Valencia.
Entre 1866 y 1868, no se puede datar con certeza, abre un estudio fotográfico en Alcoy, junto a su hermano Leandro. En 1871 Nicolás Crozat volvería a residir en Sevilla ejerciendo como fotógrafo.
Es muy probable que en 1881 se marchase a Chile, donde su hermano Leandro es nombrado, en octubre de 1880, vicecónsul de la República Argentina en Valparaíso. En esos años, en Valparaíso se tiene noticia de una tienda llamada Hermanos Crozat, que posiblemente fundó con su hermano Leandro.
Por parte de padre, el apellido Crozat era de origen francés, aunque su familia llevaba varias generaciones asentada en la ciudad de Alcoy. En la actualidad, aun se desconoce su lugar y fecha de fallecimiento.